# Zhangjiakou

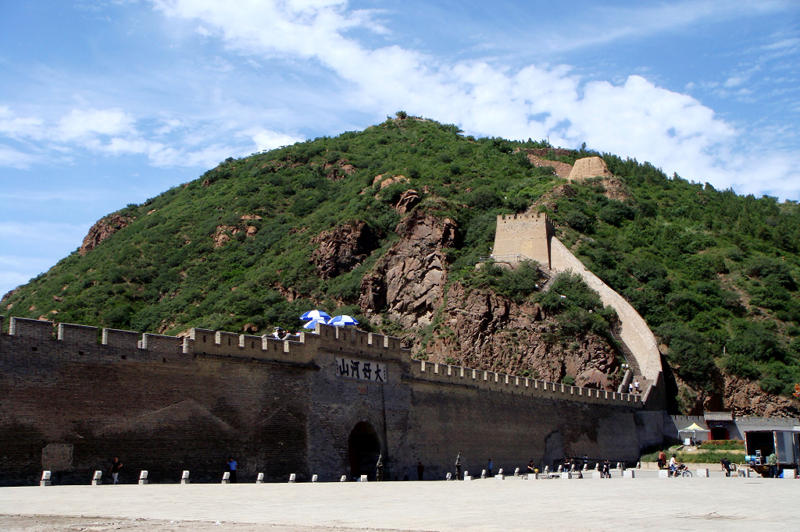
Kinesiska muren vid Dajingmen i Zhangjiakou.

Zhangjiakou, förr känd som Kalgan, är en stad på prefekturnivå i den kinesiska provinsen Hebei. Kinesiska muren går strax norr om staden.
Tillsammans med Peking var Zhangjiakou värd för de olympiska vinterspelen 2022 och platsen för tävlingarna i längdåkning, skidskytte, backhoppning, snowboard och nordisk kombination.

## Historia
Kinesiska muren löper förbi norra delen av centrala Zhangjiakou och passeras genom porten Dajingmen. Passagen genom muren var en viktig genomfartsväg för karavanhandeln från det egentliga Kina via Mongoliet till Ryssland, som hade inletts efter fördraget i Kjachta 1727, vilket öppnade handeln mellan Qingimperiet och Ryska imperiet.
Zhangjiakou var tidigare känd som Kalgan, vilket går tillbaka på det mongoliska namnet på staden Chuulalt haalga, där haalgan står för "port" i den kinesiska muren.
Åren 1928 till 1952 ingick Zhangjiaku med omnejd i provinsen Chahar, där Zhangjiakou också var huvudstad. 1952 blev dock Zhangjiakou en del av Hebei-provinsen.

## Administrativ indelning
| Karta         | Karta      | Karta     | Karta         | Karta             | Karta     | Karta                    |
| ------------- | ---------- | --------- | ------------- | ----------------- | --------- | ------------------------ |
|               |            |           |               |                   |           |                          |
| Nr            | Namn       | Kinesiska | Pinyin        | Befolkning (2004) | Yta (km²) | Befolkningstäthet (/km²) |
| Stadsdistrikt |            |           |               |                   |           |                          |
| 1             | Qiaoxi     | 桥西区    | Qiáoxī qū     | 230 000           | 141       | 1 631                    |
| 2             | Qiaodong   | 桥东区    | Qiáodōng qū   | 260 000           | 113       | 2 301                    |
| 3+5           | Xuanhua    | 宣化区    | Xuānhuà qū    | 590 000           | 2371      | 249                      |
| 4             | Xiahuayuan | 下花园区  | Xiàhuāyuán qū | 70 000            | 315       | 222                      |
| Härad         |            |           |               |                   |           |                          |
| 6             | Zhangbei   | 张北县    | Zhāngběi xiàn | 370 000           | 4 232     | 87                       |
| 7             | Kangbao    | 康保县    | Kāngbǎo xiàn  | 280 000           | 3 365     | 83                       |
| 8             | Guyuan     | 沽源县    | Gūyuán xiàn   | 230 000           | 3 601     | 64                       |
| 9             | Shangyi    | 尚义县    | Shàngyì xiàn  | 190 000           | 2 621     | 72                       |
| 10            | Yu         | 蔚县      | Yù xiàn       | 460 000           | 3 216     | 143                      |
| 11            | Yangyuan   | 阳原县    | Yángyuán xiàn | 280 000           | 1 834     | 153                      |
| 12            | Huai'an    | 怀安县    | Huái'ān xiàn  | 250 000           | 1 706     | 147                      |
| 13            | Wanquan    | 万全县    | Wànquán xiàn  | 220 000           | 1 158     | 190                      |
| 14            | Huailai    | 怀来县    | Huáilái xiàn  | 340 000           | 1 793     | 190                      |
| 15            | Zhuolu     | 涿鹿县    | Zhuōlù xiàn   | 330 000           | 2 799     | 118                      |
| 16            | Chicheng   | 赤城县    | Chìchéng xiàn | 280 000           | 5 238     | 53                       |
| 17            | Chongli    | 崇礼县    | Chónglǐ xiàn  | 120 000           | 2 326     | 52                       |